# پاتریک تادئوس
پاتریک تادئوس (انگلیسی: Patrick Thaddeus; ۶ ژوئن ۱۹۳۲ – ۲۸ آوریل ۲۰۱۷) دانشمند در زمینه اخترشناسی اهل ایالات متحده آمریکا بود.
وی همچنین برندهٔ جوایزی همچون برنامه فولبرایت شده‌است.